# Roberto Genovesi
Roberto Genovesi (Roma, 6 agosto 1965) è uno scrittore e giornalista italiano. È il direttore di Rai Kids, la Direzione di Genere della Rai dedicata a bambini, ragazzi e adolescenti. È stato il direttore di Rai Libri e il direttore artistico di Cartoons on the Bay, il festival internazionale dell'animazione crossmediale della Rai.
Giornalista professionista dal 1987, ha lavorato per oltre quindici anni per l'agenzia stampa ASCA dove ha ricoperto gli incarichi di caposervizio economia, sociale e multimedia. È stato capo ufficio stampa del Ministero per il Commercio Estero, consigliere della Presidenza del Consiglio e del Ministero delle Comunicazioni per tutte le politiche e le iniziative legislative sull'infanzia. È stato componente della Commissione Media e Minori, e ha collaborato con vari periodici e quotidiani, tra cui L'Espresso, Panorama, La Repubblica e TV Sorrisi e Canzoni. Tra i suoi romanzi, pubblicati anche in Gran Bretagna, Spagna e Portogallo, la trilogia de La legione maledetta e la saga della Legione occulta. Ha realizzato numerose graphic novel in collaborazione con Sergio Toppi, tra cui le biografie a fumetti di Federico di Svevia, Carlo Magno, Archimede di Siracusa e Gengis Khan. Ha realizzato per Stratelibri il gioco di ruolo di Nathan Never e il videogioco dello stesso personaggio della Bonelli per Genias. Per la Rai ha ideato con Gianfranco Noferi i canali Rai Gulp e Rai Yoyo. Insegna Teoria e Tecnica del Linguaggi Crossmediali in diverse università italiane. È stato il primo titolare di cattedra in Videogiochi della storia dell'università italiana. È stato direttore per due edizioni di Expocartoon, il Salone Internazionale dei Comics di Roma. Ha vinto il Premio Lucini per il giornalismo e due volte il Premio Italia per la saggistica. Con il romanzo Il Ragazzo che liberò Auschwitz (Newton Compton) è stato finalista a Premio Acqui Storia 2023. 

### La legione occulta
- La legione occulta dell'impero romano, (Newton Compton, 2010) pubblicato in Gran Bretagna da Head of Zeus
- La vendetta di Augusto. Il comandante della legione occulta, (Newton Compton, 2012)
- Il segreto della legione occulta (solo ebook eNewton), (Newton Compton, 2012)
- Il ritorno della legione occulta. Il re dei giudei, (Newton Compton, 2017)
- I due imperatori. La saga della legione occulta, (Newton Compton, 2019)
- I guardiani di Roma. La saga della legione occulta, (Newton Compton, 2020)

### La legione maledetta
1. Il generale dei dannati, (Newton Compton, 2016)
2. La fortezza dei dannati, (Newton Compton, 2017)
3. L'invasione dei dannati, (Newton Compton, 2018)

La trilogia è raccolta in un unico volume dalla stessa Newton Compton per due volte: il 3 marzo 2022 è uscita in formato kindle, mentre il 27 gennaio dell'anno successivo uscirà in formato cartaceo.